# Amata tergomelas
Amata tergomelas är en fjärilsart som beskrevs av Erich Martin Hering 1936. Amata tergomelas ingår i släktet Amata och familjen björnspinnare. Inga underarter finns listade i Catalogue of Life.